# Илиноис
Илиноис или Илиној (енгл. Illinois) je држава чланица Сједињених Америчких Држава. По броју становника је на петом месту, док је по површини двадесет пета држава у САД. Главни град Илиноиса је Спрингфилд а највећи је Чикаго, смештен на обали језера Мичиген. Највећи део становништва живи у Чикагу и његовим предграђима. Илиноис је држава постао 1818. као двадесет прва по реду.
Богат је природним ресурсима, као што су угаљ, дрво и нафта на југу. Илиноис има разноврсну економску базу и главни транспортни центар. Лука у Чикагу повезује Илиноис са другим битним лукама Великих језера, преко Светог Лоренса до Атлантског океана, као и Велика језера са реком Мисисипи. Међународни аеродром О'Хара је сврстан у једне од најпрометнијих аеродрома на свету. Илиноис је дуго имао репутацију предводника у друштвеним и културним темама и у политици.
Данас, иако је највећи део становништва насељен у Чикагу и његовој околини, први становници, који су дошли из Европе, су се настанили на западу. Након америчког рата за независност, досељеници су почели да долазе из Кентакија преко реке Охајо. Илиноис је 1818. године постао држава. После изградње канала Ири, повећана је трговина и саобраћај. Чикаго је основан 1830. године на реци Чикаго.
Три председника САД су били изабрани док су живели у Илиноису, а то су Абрахам Линколн, Јулисиз Симпсон Грант и Барак Обама. Роналд Реган, чија је политичка каријера заснована у Калифорнији, био је једини председник САД, који је рођен и одрастао у Илиноису.

## Име
Амерички научници су раније мислили да назив Илиноис (француски облик настао од речи Илинивек) значи човек или људи на мајамско-илиноишком језику, али се испоставило да то није тачно, јер је на илиноишком језику реч која означава човек ирениваки. Назив Илиноис потиче од мајамско-илиноишког глагола иренвева и значи он говори на прави начин. У француски је доспела посредством оџбивејског језика у коме је изговарана као илинве.

## Географске одлике

### Положај
Илиноис се налази у средњем западу САД. Окружен је државама Висконсин, Ајова и Мисури, Кентаки, Индијана. Граничи се и са државом Мичиген, али само преко језера Мичиген

### Рељеф и клима
Клима Илиноиса је континентална са оштрим температурним разликама. У зимском периоду време је под утицајем ваздуха из Канаде, а у летњем периоду је под утицајем топлог и влажног ваздуха из Мексичког залива. Просечна годишња температура на северу је 47°, а на југу 58°.

### Хидрографија
Илиноис је ограничен рекама, а река Илиноис полови државу. Речна мрежа је развијена, а чине је реке Мисисипи, Охајо, Елм, Фокс, Вабаш, Црвена река... Такође, Илиноис има и доста подземних вода.

### Флора и фауна
Илиноис је богат различитим врстама сисара, од јелена и којота, преко црвених и сивих лисица, зечева и глодара до разних инсеката. Држава има око 300 врста птица, а најпознатије су канадске гуске, дивље патке и препелице. Званична птица државе је кардинал. Трећина државе је под шумом храста и јавора. Развијена пољопривреда је створила неке ретке врсте биљака. Позната је пријари биљка.

## Историја

### Пре доласка Европљана
На локалитету Кахокија који се налази у близини садашњег Колинсвила је од 1050. до 1350. постојала развијена цивилизација, која је припадала мисисипијској култури, а нестала је између 1400. и 1500. из непознатих разлога. Следећа моћна индијанска цивилизација која се појавила у овом крају је био народ Илинивек, по којем је држава Илиноис добила име. У 17. веку много Илина је нестало у нападима Ирокеза.

### Долазак Европљана
Жак Марке и Луј Жолије су били први од Европљана који су истраживали простор данашњег Илиноиса. Због њихових истраживања, Илиноис је био део Француског царства све до 1763. када су Британци преузели власт. Џорџ Роџерс Кларк је званично прикључио Илиноис колонији Вирџинија 1778. године. Илиноис је био у саставу САД 1783. године, када је Америка добила независност.

### 19. вијек
Територија Илиноис је основана 2. фебруара 1803. године са главним градом Каскаскија. Године 1818. Илиноис је постао 21. држава. Влада је у последњем тренутку „луку Чикаго" прикључила територији Илиноис, што се тада сматрало контроверзном одлуком. Главни град је остао Каскаскија до 1819. када су одлучили да се председништво Илиноиса пресели северније у град Вандалија. Американци су се насељавали у јужни део врло брзо, а северни дио Илиноиса је остао насељен Индијанцима. Током година су се Американци пресељавали северније због раста и пољопривредних потреба. С тим су Индијанци били све више исељавани.
Неочекивана тешка зима 1830—1831. је добила надимак „зима дубоког снега“. Људи нису могли да путују од једног места до другог због количине снега. Путеви који су водили од града до града су били углавном затрпани. Те године многи становници су умрли због хладноће.
Надимак Илиноиса је „Држава Линколна“ (Land of Lincoln) зато што је 16. председник САД, Абрахам Линколн, већи део живота провео у Спрингфилду у Илиноису. Због огромне популарности Линколна, Спрингфилд је изабран да постане нови главни град државе Илиноис.

## Демографија
| 1900.     | 1910.     | 1920.     | 1930.     | 1940.     | 1950.     | 1960.      | 1970.      | 1980.      | 1990.      | 2000.      | 2010.      |
| --------- | --------- | --------- | --------- | --------- | --------- | ---------- | ---------- | ---------- | ---------- | ---------- | ---------- |
| 4.821.550 | 5.638.591 | 6.485.280 | 7.630.654 | 7.897.241 | 8.712.176 | 10.081.158 | 11.113.976 | 11.426.518 | 11.430.602 | 12.419.293 | 12.830.632 |

### Највећи градови
| Чикаго Орора | 1.  | Чикаго     | 2.695.598 | Рокфорд Џолијет |
| Чикаго Орора | 2.  | Орора      | 197.899   | Рокфорд Џолијет |
| Чикаго Орора | 3.  | Рокфорд    | 152.871   | Рокфорд Џолијет |
| Чикаго Орора | 4.  | Џолијет    | 147.433   | Рокфорд Џолијет |
| Чикаго Орора | 5.  | Нејпервил  | 141.853   | Рокфорд Џолијет |
| Чикаго Орора | 6.  | Спрингфилд | 116.250   | Рокфорд Џолијет |
| Чикаго Орора | 7.  | Пиорија    | 115.007   | Рокфорд Џолијет |
| Чикаго Орора | 8.  | Елџин      | 108.188   | Рокфорд Џолијет |
| Чикаго Орора | 9.  | Вокиган    | 89.078    | Рокфорд Џолијет |
| Чикаго Орора | 10. | Сисеро     | 83.891    | Рокфорд Џолијет |

## Демографске одлике
Број становника у Илиноису износи 12.875.255 становника, а густина насељености је 89.4 ст/km². Становништво води порекло од разних народа, као што су Латино Американци, Европљани и други. Највише се говори енглеским и шпанским језиком. Највећи број становника је римокатоличке вероисповести. Главни град је Спрингфилд, поред њега највећи град је Чикаго.

## Привреда
Привреда обухвата многе индустрије. Градско подручје Чикаго представља извор многих великих националних компанија, као што су МекДоналдс и Моторола. Кукуруз и соја се интензивно гаје у Илиноису. Ови усеви и њихови производи чине највећи део економске производње државе изван Чикага. Секундарни усеви су млечни производи и пшеница. Илиноис је највећи произвођач бундеве међу америчким државама. Индустрија вина се развија.